# BD Wong
Bradley Darryl Wong (San Francisco, 1960. október 24. vagy 1962 –) Tony-díjas amerikai színész. 

## Élete
Wong San Franciscóban született és nőtt fel. Szülei Roberta Christine Wong és William D. Wong voltak. Két testvére van. Kínai származású, családja hongkongi. Wong a Lincoln High Schoolba járt, ahol felfedezte a színészet iránti szenvedélyét, és számos iskolai darab főszerepét játszotta, majd a San Francisco State Universityn folytatta tanulmányait.

## Jótékonysági tevékenység
Wong számos LMBT és művészettel kapcsolatos jótékonysági szervezetnek szenteli idejét és forrásait, olyanoknak, mint például az Ali Forney Center, a Materials for the Arts és a Rosie's Theater Kids; mindegyik szervezet igazgatósági tagja is.

## Magánélete
Wong nyíltan meleg. 1988-ban alakított ki hosszú távú kapcsolatot Richie Jackson tehetségkutató ügynökkel. 2000-ben a párnak ikerfiai születtek - Boaz Dov, aki kilencven perccel a születése után meghalt, és Jackson Foo Wong - aki béranya útján jött a világra. Wong 2003-ban írt egy memoárt a béranyasággal kapcsolatos tapasztalatairól Following Foo: The Electronic Adventures of the Chestnut Man címmel. Wong és Jackson 2004-ben vetettek véget kapcsolatuknak. Wong együtt neveli fiát volt élettársával, Jacksonnal és Jackson férjével, Jordan Roth-tal. Fia, Jackson Foo nyíltan meleg, és ezt már tizenöt éves korában nyilvánosságra hozta.
2018. október 7-én Wong Brooklynban összeházasodott Richert John Frederickson Schnorrral.

## Filmográfia

### Film
| Év   | Magyar cím                         | Eredeti cím                    | Szerep                                | Magyar hang     |
| ---- | ---------------------------------- | ------------------------------ | ------------------------------------- | --------------- |
| 1986 | Karate kölyök 2.                   | The Karate Kid Part II         | fiú az utcán                          |                 |
| 1989 | Családi ügy                        | Family Business                | Jimmy Chiu                            | Lippai László   |
| 1990 | Az újonc                           | The Freshman                   | Edward                                | Németh Kristóf  |
| 1991 | Szombat esti frász                 | Mystery Date                   | James Lew                             | Rudolf Péter    |
| 1991 | Szombat esti frász                 | Mystery Date                   | James Lew                             | Kárpáti Levente |
| 1991 | Örömapa                            | Father of the Bride            | Howard Weinstein                      | Fekete Zoltán   |
| 1992 |                                    | The Lounge People              | Billy                                 |                 |
| 1993 | Jurassic Park                      | Jurassic Park                  | Dr. Henry Wu                          | Felföldi László |
| 1994 | Egy híján túsz                     | The Ref                        | Dr. William Wong, házassági tanácsadó | Katona Zoltán   |
| 1994 | Dzsungelháború                     | Men of War                     | Po                                    | Lippai László   |
| 1994 | Dzsungelháború                     | Men of War                     | Po                                    | Csőre Gábor     |
| 1995 |                                    | Kalamazoo                      | Justin                                |                 |
| 1995 | Örömapa 2.                         | Father of the Bride Part II    | Howard Weinstein                      | Fekete Zoltán   |
| 1996 | Tűzparancs                         | Executive Decision             | Louie Jung őrmester                   | Szokol Péter    |
| 1996 | Bogaras Joe                        | Joe's Apartment                | csótány (hangja)                      |                 |
| 1997 | Hét év Tibetben                    | Seven Years in Tibet           | Ngapoi Ngawang Jigme                  | Németh Gábor    |
| 1998 | Fókaütők bandája                   | Slappy and the Stinkers        | Morgan Brinway                        | Stohl András    |
| 1998 | Mulan                              | Mulan                          | Shang (hangja)                        | Stohl András    |
| 1998 | A félelmek iskolája 2. – Beépülve  | The Substitute 2: School's Out | Warren Drummond                       |                 |
| 2002 | Igazság helyett                    | The Salton Sea                 | Bubba                                 | Lippai László   |
| 2004 | Mulan 2.                           | Mulan II                       | Shang (hangja)                        | Stohl András    |
| 2005 | Maradj!                            | Stay                           | Dr. Edmund Ren                        | Láng Balázs     |
| 2006 | Eszement szerelem                  | Ira & Abby                     | partivendég                           |                 |
| 2012 | A bátyám árnyékában                | White Frog                     | Oliver Young                          | Holl Nándor     |
| 2015 | Focus – A látszat csal             | Focus                          | Liyuan Tse                            | Keresztes Tamás |
| 2015 | Jurassic World                     | Jurassic World                 | Dr. Henry Wu                          | Epres Attila    |
| 2017 | Közöttünk az űr                    | The Space Between Us           | Tom Chen                              | Takátsy Péter   |
| 2018 | Jurassic World: Bukott birodalom   | Jurassic World: Fallen Kingdom | Dr. Henry Wu                          | Epres Attila    |
| 2018 | Madarak a dobozban                 | Bird Box                       | Greg                                  |                 |
| 2022 | Jurassic World: Világuralom        | Jurassic World Dominion        | Dr. Henry Wu                          | Epres Attila    |
| 2022 | Blue's Big City Adventure          | Director                       |                                       |                 |
| 2023 | Rachel Stone – Mindent vagy semmit | Heart of Stone                 | Treff király                          |                 |
| 2023 | A majomkirály                      | The Monkey King                | Buddha (hangja)                       |                 |

### Televízió
- Kétségbeesve keresem Lulut (1986)
- Disneyland (1987)
- Autós iskola (1988)
- Gyilkosság Bostonban (1990)
- Another World (1992)
- És a zenekar játszik tovább… (1993)
- X-akták (1996)
- Chicago Hope kórház (1999)
- Jackie Chan kalandjai (2001)
- Esküdt ellenségek: Különleges ügyosztály (2001-2015)
- Kim Possible: Kis tini hős (2002)
- Century City – A jövő fogságában (2004)
- Marco Polo (2007)
- Igaz szívvel (2014)
- NCIS: New Orleans (2015)
- Jackie nővér (2015)
- Gotham (2016-2019)
- Kacsamesék (2017)
- Jurassic World Evolution (2018)
- Amerikai Horror Story (2018)
- Flash – A Villám (2019-2020)